# 三訳真奈美
三訳 真奈美（みわけ まなみ、1980年3月22日 - ）は日本の女優、グラビアアイドル。兵庫県出身。身長163cm、血液型O型。兵庫県の高校卒業後、デビューした。

## 出演
- 仮面ライダー555（2003年、テレビ朝日系）添野ひかる役
- 激殺 女蠍野球団 〜愛しの甲子園〜（2004年、テレビ東京）北条るか役
同局深夜番組の「激漫ティービー」枠で放送。2005年6月15日、ポニーキャニオンよりDVD上巻・下巻として発売。

## 写真集
- asante（2003年11月21日、バウハウス、撮影：井ノ元浩二）ISBN 4894619555
- X‐rayted（2005年1月28日、アクアハウス、撮影：山岸伸）ISBN 4860460952

## DVD
- asante 三訳真奈美（2003年11月21日、バウハウス）
- 山岸伸デジタル写真集 8 三訳真奈美（2004年12月10日、ソフトバンククリエイティブ）
- 三訳真奈美 （2005年9月22日、ジェネオンエンタテインメント）